# Избори за Уставотворну скупштину Краљевине СХС 1920.
Избори за Уставотворну скупштину Краљевине СХС 1920. су били избори за народне посланике у Уставотворну скупштину Краљевине СХС.
Избори су одржани 28. новембра 1920. године. Ови избори су представљали прво одмеравање снага између политичких странака у новонасталој држави. Народни посланици су бирани тајним гласањем, непосредним начином по систему изборног количника. Избори из 1920. године су били први демократски избори у Краљевини СХС.

## Позадина
Док није донет Устав за целу Краљевину СХС, у свакодневној политичкој пракси влада се позивала на поједина решења Устава Краљевине Србије. Државноправни провизоријум је резултат чињенице да уставотворна скупштина још није донела нови Устав за ново уједињену државу. Опште бирачко право било је предвиђено Крфском декларацијом које је претходно већ постојало у Србији. На подручју Краљевине СХС било је наслеђено шест различитих законодавстава (српско, црногорско, турско, аустријско, угарско и законодавставо на простору Босне и Херцеговине). Док је Демократска странка била на власти, краљу је достављен Указ којим је предложено распуштање Привременог народног представништва и расписивање избора за Уставотворну скупштину. Краљево одбијање да испуни захтеве из Указа довело је до Давидовићеве оставке. Током Веснићевог мандата коначно су решени спорови са суседним државама, чиме су дефинитивно утврђене границе Краљевине. Био је то предуслов за стварање бирачких јединица. Официри, подофицири и војници нису имали право гласа. Бирачко право имао је сваки мушкарац са навршених 21 годину, држављанин Краљевине који је најмање 6 месеци настањен у општини боравишта. Због великог броја неписмених, гласало се куглицом.

## Резултати избора
Укупно је гласало 1.607.265 бирача, односно 64,79% свих бирача уписаних у бирачки списак. Бирало се 415 од 419 посланика, зато што су три била у изборним јединицама под италијанском окупацијом, која није дозволила одржавање избора за државу са којом је имала територијални спор. Укупно су 22 странке истакле кандидате. Резултати избора по појединачним изборним листама чији су кандидати ушли у народно представништво:
| Странке                                                           | Странке                                                           | Гласови   | %    | Посланици |
| ----------------------------------------------------------------- | ----------------------------------------------------------------- | --------- | ---- | --------- |
| Југословенска демократска странка — Љубомир Давидовић             | Југословенска демократска странка — Љубомир Давидовић             | 319,448   | 19,9 | 92        |
| Народна радикална странка — Никола Пашић                          | Народна радикална странка — Никола Пашић                          | 284,575   | 17,7 | 91        |
| Хрватска пучка сељачка странка — Стјепан Радић                    | Хрватска пучка сељачка странка — Стјепан Радић                    | 230,590   | 14,3 | 50        |
| Комунистичка партија Југославије                                  | Комунистичка партија Југославије                                  | 198,736   | 12,4 | 58        |
| Савез земљорадника и Самостална сељачка странка — Јован Јовановић | Савез земљорадника и Самостална сељачка странка — Јован Јовановић | 151,603   | 9,4  | 39        |
| Југословенска муслиманска организација — Мехмед Спахо             | Југословенска муслиманска организација — Мехмед Спахо             | 110,895   | 6,9  | 24        |
| Словеначка народна странка — др Антон Корошец                     | Словеначка народна странка — др Антон Корошец                     | 58,971    | 3,7  | 14        |
| Хрватска пучка и Буњевачко-шокачка странка                        | Хрватска пучка и Буњевачко-шокачка странка                        | 52,333    | 3,3  | 13        |
| Југословенска социјалдемократска странка                          | Југословенска социјалдемократска странка                          | 46,972    | 2,9  | 10        |
| Народна турско-шиптарска организација „Џемијет”                   | Народна турско-шиптарска организација „Џемијет”                   | 30,039    | 1,9  | 8         |
| Хрватска тежачка странка — Народни клуб                           | Хрватска тежачка странка — Народни клуб                           | 38,400    | 2,4  | 7         |
| Хрватска заједница                                                | Хрватска заједница                                                | 25,867    | 1,6  | 4         |
| Републиканска демократска странка — Љубомир Стојановић            | Републиканска демократска странка — Љубомир Стојановић            | 18,136    | 1,1  | 3         |
| Хрватска странка права                                            | Хрватска странка права                                            | 10,880    | 0,7  | 2         |
| Остали                                                            | Остали                                                            | 29,946    | 1,9  | 0         |
| Укупно                                                            | Укупно                                                            | 1.607.265 | 100  | 419       |